# Rimma Xumskaia
Rimma Xumskaia   (Moscou, 1920) va ser una atleta russa, especialista en el llançament de disc, que va competir sota bandera soviètica durant les dècades de 1940 i 1950.
En el seu palmarès destaca una medalla de plata en la prova del llançament de disc al Campionat d'Europa d'atletisme de 1950, rere la seva compatriota Nina Dumbadze una medalla de bronze al Festival Mundial de la Joventut i els Estudiants de 1951 i el subcampionat nacional de disc de 1947 i la tercera posició el 1950 i 1952.

## Millors marques
- Llançament de javelina. 48,85 metres (1952)[4]